# Фордзон (бронетрактор)

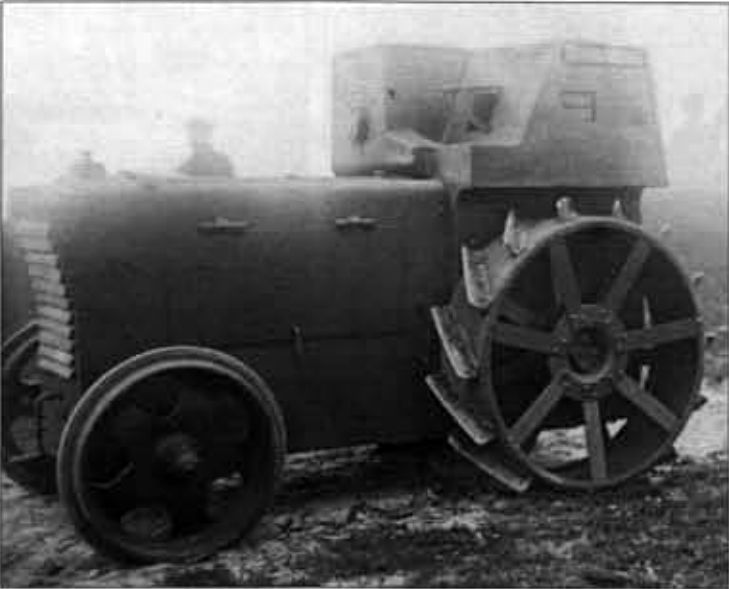
«Фордзон» во время испытаний, вид слева

«Фордзон» — опытный советский бронированный трактор (суррогатная танкетка) межвоенного периода, созданный в конце 1920-х — начале 1930-х Путиловским заводом на базе колёсного сельскохозяйственного трактора «Фордзон-Путиловец». Был построен в единственном экземпляре и серийно не производился.

## История создания
В конце 1920-х — начале 1930-х годов по инициативе командующего ЛВО М. Н. Тухачевского, бывшего активным сторонником идеи применения бронированных тракторов в качестве мобилизационной суррогатной бронетехники «2—3 эшелонов», силами Путиловского завода (уже имевшего, к слову, опыт производства значительно более мощных бронированных тракторов конструкции Н. А. Гулькевича в годы Первой мировой войны) в опытном порядке был забронирован и вооружён 1 экземпляр колёсного трактора «Фордзон-Путиловец» (основного советского сельскохозяйственного трактора в тот период). Получившаяся машина, вооружённая одним пулемётом в лобовом бронелисте и представлявшая собой импровизированную танкетку с колёсным движителем, поступила на испытания, проводившиеся на территории ЛВО. Их результаты оказались неудовлетворительными и дальнейших работ по данному бронированному трактору не проводилось, а все дальнейшие разработки в этом направлении стали проводиться исключительно на базе мощных гусеничных машин.

## Описание конструкции
Машина имела компоновку с передним расположением моторно-трансмиссионного отделения, и задним — рубки совмещённых боевого отделения и отделения управления. Экипаж машины состоял из двух человек — механика-водителя и стрелка, располагавшихся рядом слева и справа соответственно.

### Броневой корпус и рубка
Машина имела броневой корпус простой коробчатой формы, выполненный из стальных броневых листов толщиной 7 мм, обеспечивавших защиту от пуль и осколков. Бронирование монтировалось прямо на корпус базового трактора. Для доступа к силовой установке в бортовых бронелистах МТО были оборудованы крупные прямоугольные броневые люки.
Броневая рубка в правой передней части имела массивный выступ, предназначенный для размещения пулемётной установки; размер левой части рубки, где размещался механик-водитель, был существенно меньше.

### Вооружение
Вооружение машины состояло из одного 7,62-мм танкового пулемёта ДТ-29 в шаровой установке, установленной в лобовом бронелисте боевого отделения.

### Устройства наблюдения и связи
Механик-водитель осуществлял наблюдение через закрывавшееся броневым лючком смотровое окно в лобовом бронелисте броневой рубки и смотровую щель с броневыми ставнями в бронелисте левого борта, стрелок — через прицел пулемётной установки и смотровую щель с броневыми ставнями в правом бортовом бронелисте.

### Двигатель и трансмиссия
Двигатель и трансмиссия не претерпели изменений по сравнению с базовой машиной: это были керосиновый карбюраторный двигатель мощностью 20 л. с., обеспечивавший бронетрактору скорость до 11 км/ч, и механическая трансмиссия с 3 передачами вперёд и 1 назад. Запуск двигателя осуществлялся при помощи «кривого стартёра».

### Ходовая часть
Ходовая часть машины — колёсная заднеприводная, не претерпевшая изменений по сравнению с базовым трактором. Она состояла из двух небольших стальных передних управляемых колёс и двух ведущих задних колёс большого диаметра, также бывших цельнометаллическими и оснащённых крупными грунтозацепами.

### Сноски
1. 1 2 3  Согласно визуальным показателям фотографий машины.